# Chirurgia ortognatica
La chirurgia ortognatica, nota anche come chirurgia correttiva della mascella o semplicemente chirurgia della mascella, è un intervento chirurgico effettuato per correggere le condizioni della mascella e della parte inferiore della faccia.

## Descrizione
La chirurgia ortognatica interviene per risolvere problemi di malocclusione derivanti principalmente da disarmonie scheletriche, altri problemi ortodontici che non possono essere trattati facilmente con l'apparecchio ortodontico, così come l'ampia gamma di squilibri facciali, disarmonie, asimmetrie e sproporzioni in cui la correzione può essere considerata per migliorare l'estetica del viso e l'autostima.
Le origini della chirurgia ortognatica appartengono alla chirurgia orale e alle operazioni di base relative alla rimozione chirurgica dei denti inclusi o scomposti, soprattutto laddove indicato dall'ortodonzia per migliorare i trattamenti dentali di malocclusione e affollamento dentale. Uno dei primi casi pubblicati di chirurgia ortognatica fu quello del Dr. Simon P. Hullihen nel 1849.
Originariamente il termine coniato da Harold Hargis, fu reso popolare prima in Germania. Questo intervento chirurgico viene utilizzato anche per il trattamento di condizioni congenite come la palatoschisi.  Tipicamente la chirurgia viene eseguita attraverso la bocca, dove l'osso mascellare viene tagliato, spostato, modificato e riallineato per correggere la malocclusione o la deformità dentofacciale. La parola osteotomia significa la divisione dell'osso per mezzo di un taglio chirurgico.
L'osteotomia della mascella, sia alla mascella superiore che alla mascella inferiore (e di solito entrambe) consente (tipicamente) a un chirurgo orale e maxillo-facciale di allineare chirurgicamente un'arcata dentale o il segmento di un'arcata dentale con la mascella associata, rispetto ad altri segmenti delle arcate dentarie. Lavorando con gli ortodontisti, il coordinamento delle arcate dentali è stato principalmente diretto a creare un'occlusione funzionante. In quanto tale, la chirurgia ortognatica è vista come una procedura secondaria a supporto di un obiettivo ortodontico più fondamentale.
Solo di recente, e soprattutto con l'evoluzione della chirurgia orale e maxillo-facciale, affermandosi come specialità medica primaria in contrapposizione al suo status a lungo termine di specialità dentale che la chirurgia ortognatica è emersa sempre più come trattamento primario per l'apnea ostruttiva del sonno , nonché per la proporzionalità facciale primaria o la correzione della simmetria.

## Storia
Le osteotomie della mandibola e della mascella risalgono agli anni '40. Sono stati usati per correggere deformità dentofacciali come una malocclusione e un prognatismo.   Nel 1985, le osteotomie della mandibola e della mascella sono state utilizzate efficacemente per correggere deformità più estreme come il mento sfuggente e per alleviare il dolore da disturbo dell'articolazione mandibolare.
I progressi nelle tecniche chirurgiche consentono ai chirurghi di eseguire l'intervento in anestesia locale . Il Dr. Raffaini ha introdotto questa tecnica nel 2002 dopo uno studio di quattro anni condotto con anestesia locale e assistenza mediante sedazione endovenosa. Prima di questo, i chirurghi sedavano completamente i pazienti, ricoverandoli in ospedale poco dopo l'intervento chirurgico per un recupero di 2-3 giorni. I progressi consentono ai chirurghi di espandere l'uso di un'osteotomia su più parti della mascella con tempi di recupero più rapidi, meno dolore e nessun ricovero, rendendo l'intervento chirurgico più efficace rispetto al tempo e al recupero.  La procedura, che è rigorosamente utilizzata per una deformità e mobilizzazione mandibolare (mascellare), è avanzata rispetto a procedure simili molto efficaci eseguite dal 1985. La procedura originale di osteotomia della mandibola e della mascella rimane ancora quasi invariata, poiché è la più semplice e ancora la più efficace per la correzione della deformità dentofacciale.